# Erzsébet Szentesi
Erzsébet Szentesi, coniugata Lászlóné (Miskolc, 24 ottobre 1953), è un'ex cestista ungherese.

## Carriera
Con l'Ungheria ha disputato i Campionati mondiali del 1975, i Campionati europei del 1976 e i Giochi olimpici di Mosca 1980.